# Roine
Roine je jezero ve finské provincii Pirkanmaa v obcích Kangasala a Pälkäne. Patří do povodí řeky Kokemäenjoki. Na jihu voda z Roine teče do Mallasvesi. Na severu Kaivantoským kanálem do jezera vtéká voda z Längelmävesi. Plocha jezera je 54,59 km² a hladina jezera je ve výšce 84,2 m n. m. Největší hloubka je v jezeře 38,04 m, průměrně je hluboké 7,36 m. Objem zadržené vody je 0,40 km³.
Roine obsahuje velmi kvalitní vodu. Je z ní zásobováno město Tampere.